# イリヤ・サルキンド
イリヤ・サルキンド（Ilya Salkind, 1947年7月27日 - ）はメキシコ・メキシコシティ出身の映画プロデューサー。

## 略歴
祖父のマイケル・サルキンドはサイレント期のプロデューサーで、父親のアレクサンドルも映画プロデューサーという家庭に生まれる。

## 手がけた作品
- 青ひげ Bluebeard (1972)
- 三銃士 The Three Musketeers (1973)
- 四銃士 The Four Musketeers (1974)
- スーパーマン Superman (1978)
- スーパーマン II/冒険篇 Superman II (1980)
- スーパーマン III/電子の要塞 Superman III (1983)
- スーパーガール Supergirl (1984)
- サンタクロース Santa Claus  (1985)
- コロンブス Christopher Columbus: The Discovery (1992)